# Lovaglás az 1972. évi nyári olimpiai játékokon
Az 1972. évi nyári olimpiai játékokon a lovaglásban hat versenyszámot rendeztek.

## Éremtáblázat
(A rendező ország csapata és a magyar érmesek eltérő háttérszínnel, az egyes számoszlopok legmagasabb értéke, vagy értékei vastagítással kiemelve.)
| Az 1972. évi nyári olimpiai játékok éremtáblázata lovaglásban | Az 1972. évi nyári olimpiai játékok éremtáblázata lovaglásban | Az 1972. évi nyári olimpiai játékok éremtáblázata lovaglásban | Az 1972. évi nyári olimpiai játékok éremtáblázata lovaglásban | Az 1972. évi nyári olimpiai játékok éremtáblázata lovaglásban | Olimpia  |
| ------------------------------------------------------------- | ------------------------------------------------------------- | ------------------------------------------------------------- | ------------------------------------------------------------- | ------------------------------------------------------------- | -------- |
|                                                               | Ország                                                        | Arany                                                         | Ezüst                                                         | Bronz                                                         | Összesen |
| 1.                                                            | NSZK (FRG)                                                    | 2                                                             | 1                                                             | 2                                                             | 5        |
| 2.                                                            | Nagy-Britannia (GBR)                                          | 2                                                             | 1                                                             | 0                                                             | 3        |
| 3.                                                            | Olaszország (ITA)                                             | 1                                                             | 1                                                             | 1                                                             | 3        |
| 4.                                                            | Szovjetunió (URS)                                             | 1                                                             | 1                                                             | 0                                                             | 2        |
|                                                               |                                                               |                                                               |                                                               |                                                               |          |
| 5.                                                            | Egyesült Államok (USA)                                        | 0                                                             | 2                                                             | 1                                                             | 3        |
|                                                               |                                                               |                                                               |                                                               |                                                               |          |
| 6.                                                            | Svédország (SWE)                                              | 0                                                             | 0                                                             | 2                                                             | 2        |
|                                                               |                                                               |                                                               |                                                               |                                                               |          |
| Összesen                                                      | Összesen                                                      | 6                                                             | 6                                                             | 6                                                             | 18       |

## Érmesek
| Az 1972. évi nyári olimpiai játékok érmesei lovaglásban | | | |
| Versenyszám                                             | Arany | Ezüst | Bronz |
| Díjlovaglás egyéni                                      | Liselott Linsenhoff Piaff · NSZK (FRG) | Jelena Petuskova Pepel · Szovjetunió (URS)                                                                                                   | Josef Neckermann Venetia · NSZK (FRG) |
| Díjlovaglás csapat                                      | Szovjetunió (URS) · Jelena Petuskova Pepel · Ivan Kizimov Ikhor · Ivan Kalita Tarif                                                           | NSZK (FRG) · Karin Schlüter Liostro · Liselott Linsenhoff Piaff · Josef Neckermann Venetia                                                   | Svédország (SWE) · Ulla Håkansson Ajax · Ninna Swaab Casanova · Maud von Rosen Lucky Boy                                                      |
| Díjugratás egyéni                                       | Graziano Mancinelli Ambassador · Olaszország (ITA)                                                                                            | Ann Moore Psalm · Nagy-Britannia (GBR) | Neal Shapiro Sloopy · Egyesült Államok (USA)                                                                                                  |
| Díjugratás csapat                                       | NSZK (FRG) · Fritz Ligges Robin · Gerhard Wiltfang Askan · Hartwig Steenken Simona · Hans Günter Winkler Trophy                               | Egyesült Államok (USA) · William Steinkraus Main Spring · Neal Shapiro Sloopy · Kathryn Kusner Fleet Apple · Frank Chapot White Lightning    | Olaszország (ITA) · Vittorio Orlandi Fulmer Feather · Raimondo D'Inzeo Fiorello · Graziano Mancinelli Ambassador · Piero D'Inzeo Easter Light |
| Lovastusa egyéni                                        | Richard Meade Laurieston · Nagy-Britannia (GBR)                                                                                               | Alessandro Argenton Woodland · Olaszország (ITA)                                                                                             | Jan Jönsson Sarajevo · Svédország (SWE) |
| Lovastusa csapat                                        | Nagy-Britannia (GBR) · Richard Meade Laurieston · Mary Gordon-Watson Cornishman V · Bridget Parker Cornish Gold · Mark Phillips Great Ovation | Egyesült Államok (USA) · Kevin Freeman Good Mixture · Bruce Davidson Plain Sailing · Michael Plumb Free and Easy · James C. Wofford Kilkenny | NSZK (FRG) · Harry Klugmann Christopher Robert · Ludwig Gössing Chicago · Karl Schultz Pisco · Horst Karsten Sioux                            |